# Automobilklub Wałbrzyski
Automobilklub Wałbrzyski – stowarzyszenie, które zostało wpisane przez Sąd Wojewódzki z siedzibą w Świdnicy w kwietniu 1997 r. do Rejestru Stowarzyszeń. Celem stowarzyszenia jest upowszechnianie kultury motoryzacyjnej, popularyzowanie sportów motorowych, turystyki motorowej oraz zasad bezpieczeństwa ruchu drogowego. Siedzibą Automobilklubu jest Wałbrzych.
Pierwszym prezesem był Mirosław Szymański, który wraz z Andrzejem Skrzypczyńskim, Wojciechem Jodłowskim i Wacławem Barańskim stworzyli Automobilklub Wałbrzyski.

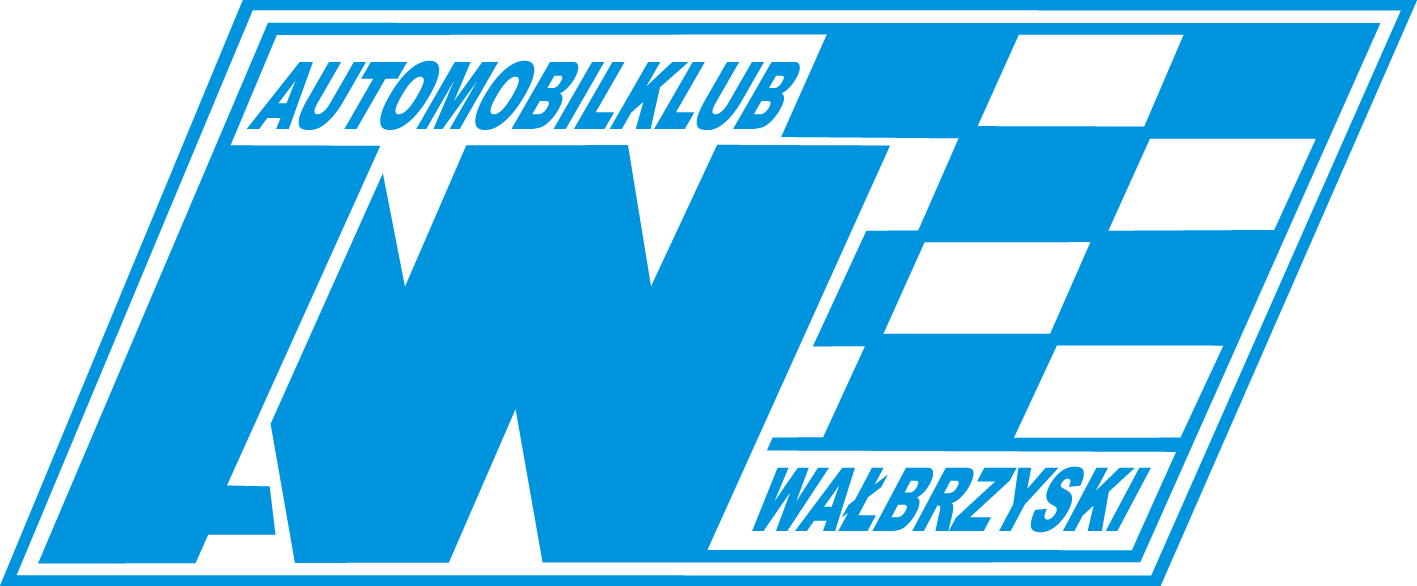
Logo Automobilklubu Wałbrzyskiego.

## Historia i działalność
Automobilklub Wałbrzyski powstał w kwietniu 1997 r. Komitet założycielski składał się z 15 osób. Pierwszym prezesem był Mirosław Szymański. W 2001r funkcję prezesa objął Lesław Łysiak. Obecnie od 2003r prezesem jest Mirosław Lubiński. Przez blisko 13 lat działalności klub zrzeszał 180 członków, a w chwili obecnej posiadamy 65 czynnych członków, pasjonatów sportów samochodowych.
AK Wałbrzyski zorganizował szereg imprez sportowych, m.in.:
- 12 eliminacji Rajdowych Mistrzostw Polski Samochodów Terenowych
- Rajd „HAŁDA”, w którym uczestniczyło łącznie ponad 100 załóg
- 8 eliminacji Pucharu Polski Klubów i Automobilklubów, będących jednocześnie Mistrzostwami Okręgu Dolnośląskiego
- 65 Imprez popularnych zaliczanych do cyklu Mistrzostw Wałbrzycha Kierowców Amatorów, w których uczestniczyło łącznie 685 załóg
- Europa Truck Trial - impreza, na którą przybyło do Wałbrzycha 30 załóg z całej Europy (2004)
- cztery imprezy mające na celu doskonalenie technik jazdy samochodem, poprawę Bezpieczeństwa Ruchu Drogowego, pod okiem instruktorów nauki jazdy i zawodników sportowych - wraz z dealerem Toyoty i Akademią Bezpiecznej Jazdy Piotra Starczukowskiego.

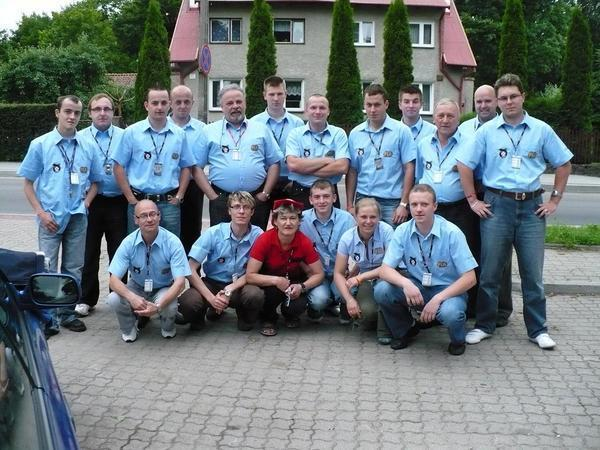
Sędziowie Automobilklubu Wałbrzyskiego.

Klub przeprowadził 8 szkoleń dla 45 sędziów sportowych różnych stopni. Sędziowie ci uczestniczyli w organizacji i zabezpieczeniu wielu imprez zaliczanych do Rajdowych Samochodowych Mistrzostw Polski (Rajd Zimowy, Elmot, Rajd Polski, Rajd Nikon, Rajd Dolnośląski). Sędziowali również 66 Rajd Polski, eliminację Rajdowych Samochodowych Mistrzostw Świata. 

## Zawodnicy
W barwach Automobilklubu Wałbrzyskiego startowali zawodnicy posiadający na swoim koncie wiele tytułów mistrzowskich:
- Maciej Szczepaniak - Mistrz Polski 2005 r. Zasiadał na prawym fotelu obok Leszka Kuzaja w Rajdowych Samochodowych Mistrzostwach Polski, a obecnie jest pilotem Michała Kościuszki w rajdach rangi Mistrzostw Świata Juniorów.
- Piotr Starczukowski – Wicemistrz Polski 2000 i 2001 w klasie A5 w Rajdowych Samochodowych Mistrzostwach Polski.
- Michał Matuszyk – Wicemistrz Polski 2007 w klasie A2000 w Górskich Samochodowych Mistrzostwach Polski,Wicemistrz Polski 2008 w klasie N2000 w Górskich Samochodowych Mistrzostwach Polski,Wicemistrz Polski w Długodystansowych Wyścigach Torowych w sezonie 2009, Wicemistrz Polski 2010 w klasie N2000 w Górskich Samochodowych Mistrzostwach Polski.
- Jarosław Dyszkiewicz – Wicemistrz Polski 2005 r. w Pucharze Polski Klubów i Automobilklubów.

## Członkowie Honorowi Automobilklubu Wałbrzyskiego
- Krzysztof Hołowczyc
- Maciej Wisławski
- Agnieszka Dudzińska
- Andrzej Dobosz
- Marek Tymiński
- Ryszard Krawczyk

## Imprezy

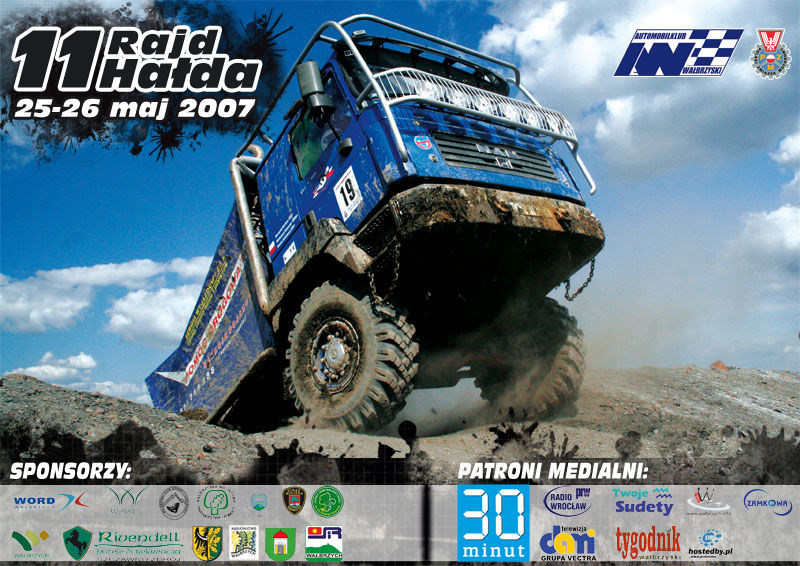
Plakat 11 Rajdu Hałda.

- Rajd Hałda (Runda Rajdowych Terenowych Mistrzostw Polski)
- KJS Austeria Krokus (Runda Rajdowych Samochodowych Mistrzostw Okręgu Dolnośląskiego oraz Runda Rajdowych Samochodowych Mistrzostw Wałbrzycha)
- KJS Da Grasso (Cztery Rundy Rajdowych Samochodowych Mistrzostw Wałbrzycha w tym jedna Runda Rajdowych Samochodowych Mistrzostw Okręgu Dolnośląskiego)
- KJS CASTORAMA & AUCHAN (Runda Rajdowych Samochodowych Mistrzostw Wałbrzycha)